# 維利尚卡河 (代斯納河支流)

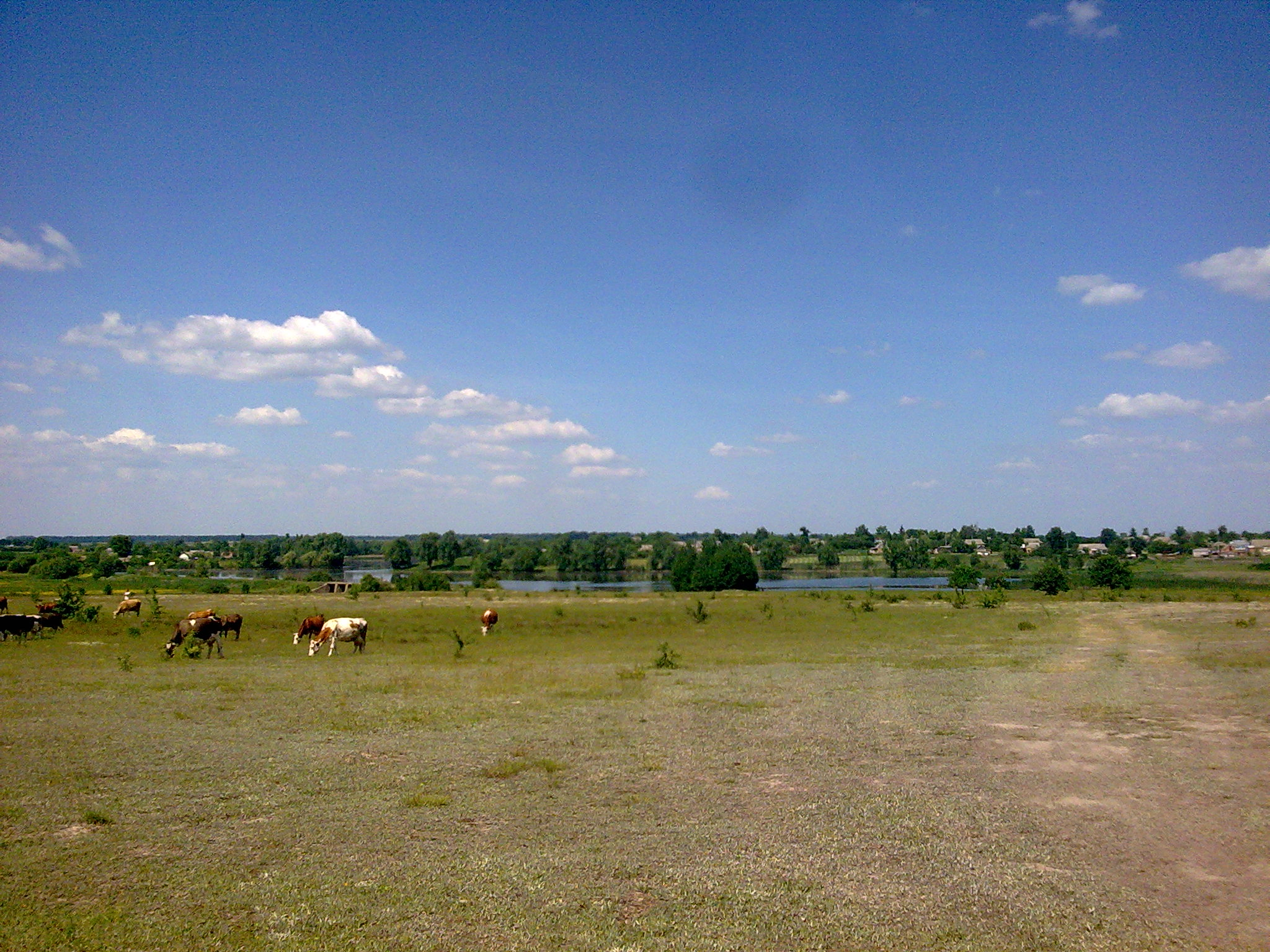
維利尚卡河

維利尚卡河（烏克蘭語：Вільшанка）是烏克蘭的河流，位於該國西南部文尼察州，屬於代斯納河的左支流，發源自韋爾比夫卡附近，河道全長約29公里。